# Jean-Marie Léonard
Pour les articles homonymes, voir Léonard.
Jean-Marie Léonard, né le 14 juillet 1943 à Flémalle-Grande et mort le 9 août 2021, est un homme politique belge wallon, membre du PS.
Diplômé de l’École normale, il fut instituteur primaire et inspecteur de morale dans l'enseignement ; militant syndical et socialiste ; président de l'Union Socialiste Communale de Flémalle ; attaché auprès des cabinets ministériels de Jean-Maurice Dehousse (1981-1985) et d'Yvan Ylieff (1988-1990).

## Carrière politique
- Échevin de Flémalle-Grande de janvier 1971 à décembre 1976.
- Échevin de Flémalle (enseignement, famille, petite enfance) de janvier 1977 à janvier 1999.
- Conseiller provincial de 1974 à 1981.
- Député belge du 9 mai 1990 au 12 avril 1995.
- Député wallon et communautaire du 12 juin 1990 au 12 juin 2004.
  - Président du groupe socialiste (chef de groupe PS) au Parlement de la Communauté française (1995-1997)
  - Premier vice-président du Parlement de la communauté française (1997-1999)
  - Secrétaire du Bureau du Parlement de la Communauté française (fédération Wallonie-Bruxelles) (1999-2004)
- Président du Conseil de l'Enseignement des Communes et des Provinces (1989 à 2001).
- Président de l'Union socialiste communale de Flémalle de 2007 à 2012.

## Famille
En 2000, son fils Laurent devient échevin.

## Décoration
- Médaille civique de 1re classe.